# Marta Pirnat Greenberg
Marta Pirnat Greenberg, slovenska jezikoslovka in prevajalka, * 1959, Ljubljana.

## Življenje
Rojena je bila v Ljubljani leta 1959. Zgodnje otroštvo je preživela v Jaršah, kjer je obiskovala prve razrede osnovne šole, pozneje se je z družino preselila v Vir in končala osnovno šolo v bližnjih Domžalah. Gimnazijo je obiskovala v Kamniku. Po uspešno opravljeni maturi pa se je odločila za študij slovenščine na Filozofski fakulteti Univerze v Ljubljani, kjer je B-smer pod mentorstvom Franca Zadravca zaključila leta 1980 z diplomsko nalogo o Kosovelovih pogledih na literarno umetnost. Dve leti kasneje je zagovarjala še diplomsko nalogo za A-smer. V tej je proučevala literaturo Rudija Šelige s stališča upovedovalnih določitev, mentor je bil Jože Toporišič. 
Leta 1983 se je udeležila poletne šole češčine v Pragi, kjer je spoznala svojega bodočega moža, ameriškega slavista Marca L. Greenberga. Istega leta je postala asistentka na oddelku za slavistiko in slovenistiko Univerze v Ljubljani. V času svoje zaposlitve v Ljubljani je bila akademskega leta 85/86 prejemnica Fulbrightove štipendije, ki ji je omogočila nadaljnje izobraževanje in poučevanje slovenščine kot tujega jezika na prestižni univerzi Yale.
V devetdesetih letih je delovala večinoma kot svobodna prevajalka. Prevajala je večinoma znanstvena dela, tako iz slovenščine v angleščino, kot tudi obratno.
Leta 1992 je postala inštruktorica slovenskega jezika na univerzi v Kansasu, 2001 pa se je tam redno zaposlila kot lektorica slovenskega, bosanskega, hrvaškega in srbskega jezika. Slovenščina je na univerzi v Kansasu za razliko od drugih treh jezikov, ki so pod skupnim imenom BCS obvezni predmeti študentov južnoslovanskih študij, le izbirni predmet, zato ga je na začetku poučevala prostovoljno. 
Sedaj živi v Lawrenceu, v Kansasu. Poleg slovenščine govori tudi angleško, srbsko, hrvaško, bosansko, češko in rusko. Z Marcom L. Greenbergom imata dva otroka, Benjamina in Leo, akademsko raziskovalko na področju nemških in judovskih študij. 

## Delo
Kot pisateljica člankov in raziskovalka je bila najbolj aktivna v 80. letih. Ukvarjala se je s pravorečjem in zgodovinsko strokovno terminologijo. Od pričetka zaposlitve na univerzi v Kansasu se ukvarja predvsem s šolskimi materiali za pouk slovenščine. Pomembna je tudi kot prevajalka. V slovenščino je prevedla moževo obsežno monografijo Zgodovinsko glasoslovje slovenskega jezika, za Slavistično revijo je prevajala angleške članke, večinoma z zgodovinsko in narečno tematiko. Skoraj trideset let je Slavistični reviji pomagala tudi s prevajanjem izvlečkov. V angleščino je prevedla tudi zbirko narečno obarvanih ljudskih pravljic Tales from Bohinj. 

### Učbenik Colloquial Slovene
Učbenik Colloquial Slovene je bil drugič izdan leta 2012. Založila ga je britanska Routledge, ena izmed najpomembnejših svetovnih akademskih založb. Vključuje knjigo in dva CD-ja in je dostopen tako na spletu, kot tudi v tiskani obliki. Nadomestil je prvo izdajo Andree Albretti iz leta 1995, ki je takrat že zastarela.  Posveča se predvsem govorcem angleščine, ki se učijo sloveščine kot tujega jezika in je torej narejen na angleški osnovi. Namenjen je samostojnemu učenju, predvsem tistim, ki nimajo možnosti šolati se pod vodstvom učitelja. 
Učbenik zajema razlago, vaje, dialoge, zvočne posnetke in fotografije, med katerimi je veliko takih, ki jih je Marta Pirnat Greenberg posnela med bivanjem v Sloveniji in, poleg učenja izgovorjave, pomagajo učenca seznaniti tudi z vsakdanjo slovensko kulturo. Poleg tega je intervjuvala šestnajst v Angliji živečih maternih govorcev slovenščine. Poudarek je tako predvsem na vsakdanjem govorjenem jeziku, predvsem ljubljanskemu govoru, in ne toliko na knjižnem jeziku.

### Prevodi
- Greenberg, Marc L.: Zgodovinsko glasoslovje slovenskega jezika. Maribor: Aristej, 2002
- Cvetek, Marija idr.: The Tales from Bohinj. Ljubljana: ZDSLU, 2000.
- Greenberg, Marc L.: Prozodične možnosti v slovenskem knjižnem jeziku in slovenskih narečjih. Slavistična revija, 35/2.
- Vermeer, Willem: Rekonstruiranje razvoja samoglasniških sestavov v rezijanskih govorih. Slavistična revija, 40/3.
- Paliga, Sorin: Ali obstajajo “urbske” prvine v slovanskih jezikih? Slavistična revija, 40/3.
- Paliga, Sorin: Slovani, Romuni in Albanci v prvem tisočletju n. š. Še enkrat o jezikoslovnem mitu. Slavistična revija, 41/2.
- Paliga, Sorin: Oris zgodovine Slovanov. Slavistična revija, 49/4.